# Hide and Seek (Stargate Atlantis)
Hide and Seek (Escondidillas en Latinoamérica, Jugando al Escondite en España) corresponde al tercer episodio de la primera temporada de la serie de televisión de ciencia ficción Stargate Atlantis.

## Trama
En la enfermería de Atlantis, el Dr. McKay se ofrece como voluntario para una terapia de genes desarrollada por el Dr. Beckett, que le permitirá interactuar con la tecnología  Antigua, como alguien que naturalmente posee el gen ATA. 
Mientras tanto, la Dra. Weir discute con el Dr. Grodin sobre algunos asuntos de mantenimiento de la ciudad, como el agua del océano que esta automáticamente siendo desalinizada, por lo que no sufrirán falta de agua dulce, y el hecho de que están trabajando para asignar cuartos a cada  miembro de la Expedición.
Sin embargo, al llegar a la sala de control, Weir ve cómo el Mayor Sheppard empuja tranquilamente a McKay por el balcón. Consternada, ella va rápido a ayudarlo, pero se encuentra con que McKay no está herido. Resulta que la terapia de Beckett logró darle el gen A.T.A., y gracias a ello él fue capaz de activar un pequeño escudo personal, el cual lo protegió de la caída, de un disparo en la pierna y luego de un golpe de Grodin. No obstante, al intentar sacárselo, Rodney descubre que no puede tomarlo, y más encima se da cuenta de que tampoco puede comer ni beber. Él intenta apagar el escudo con su mente, pero no tiene éxito.
En la sala de conferencias, Sheppard habla de la seguridad alrededor de Atlantis. Aunque Teyla ofrece la ayuda de los athoscianos, Weir amablemente rechaza esto, argumentando que primero tendrían que ser entrenados en el empleo de armas y tácticas Tau'ri. Ellos además temen ir por la ciudad de forma indiscriminada, lo que es apoyado por McKay, quien declara que aun la cosa más pequeña podría matarlos (como en su caso).
Preocupada por la situación de McKay, Weir pide a Beckett y al equipo de Grodin buscar alguna solución. Si bien Beckett piensa que quizás se deba a que McKay posea un gen artificial, Weir cree que como la tecnología antigua se controla mentalmente, lo que sucede es que McKay subconscientemente podría tener miedo y estar indispuesto a quitarse el dispositivo, y que naturalmente, cuando él llegue al punto de deshidratación severa el aparato se saldrá. 
En tanto, Grodin ha finalizado un nuevo sistema de autodestrucción, el cual requiere de dos códigos de seguridad para activarse; a cada uno se le dará un único personal. El sistema es la última medida de defensa contra los Wraith, y generara una explosión nuclear de 20 kilotones.
En la noche, mientras Sheppard y el resto están viendo una grabación de un partido fútbol americano, Jinto y el esto de los niños athoscianos al no poder dormir, empiezan a jugar a las escondidas Wraith, tocando a Jinto buscar. Tras encontrar a su amigo Wex, él empieza a revisar un closet con cajones de la Expedición Atlantis dentro. Sin embargo, en ese momento Jinto desaparece, y como Wex no logra hallarlo, va a contárselo a Halling. Este entonces da aviso al Mayor Sheppard, quien inicia una búsqueda en equipos por toda la ciudad, pero mientras investigan algunas fluctuaciones de energía comienzan a ocurrir. Además los sensores captan una extraña lectura de energía. 
Luego, varios Athoscianos empiezan a reportar haber visto una "sombra", por lo que piensan se trata de Espectros. Sin embargo, Teyla afirma no sentir presencia de ellos. La búsqueda se detiene, aunque Weir ordena estar alerta, y mientras Hallling ofrece un rezo a los espíritus de los "Ancestros" para que los perdonen si los han hecho enfadar, McKay se desmaya del hambre.
Al salir de la enfermería, Sheppard logra divisar a la "sombra". Tan pronto ésta pasa, las luces del lugar vuelven, sin embargo, la sombra llega entonces a un generador Naquadah y empieza a consumir su energía. Ante esto, primero planean apagar todos los generadores, pero si lo hacen, la sombra comenzara a alimentarse de las personas, por lo que dejan 
Weir entonces llama a Jinto por toda la ciudad, y este pronto contesta, diciendo que está asustado, pero a salvo. Él los guía hasta el armario con las cajas, pero ellos encuentran que no hay cajas allí, aunque si un panel. Sheppard presiona un botón, y ellos transportados de inmediato a otra parte de la ciudad, donde encuentran a Jinto. Ellos también pueden explicar los malfuncionamientos como la operación defectuosa de los sistemas principales provocados por Jinto.
En la sala de control, Grodin ha conseguido un modo de rastrear a la entidad. Él la tiene andando en círculos conectando y desconectando los generadores de poder, pero Weir teme que puedan enfadar a la criatura. Sin embargo, la entidad se cruza con Ford y Stackhouse. A pesar de que Ford logra abrir una puerta, él no logra entrar a tiempo, y termina quemado por la entidad.
En el laboratorio, McKay encuentra donde salió la criatura de energía. Los Antiguos la capturaron en un dispositivo de contención subespacial, que Jinto por casualidad abrió. Sin embargo, la entidad se hace exponencialmente peligrosa, y entonces ellos deben hallar la manera de recapturarla en el dispositivo. Unos momentos más tarde, McKay encuentra un modo de usar el dispositivo, y al mismo tiempo, el escudo desactiva.
Sin embargo, al intentar capturar a la entidad, ésta parece reconocer la trampa y evita entrar en ella otra vez. 
No obstante, Teyla tiene una nueva idea. Ella cree que tal vez la criatura quiere marcharse, y que ellos deberían permitirle irse por el Portal. A pesar de las objeciones de McKay, ellos ponen el plan en acción. Un generador Naquadah activo es llevado como cebo hasta la Puerta, y ésta es abierta. Sin embargo, antes de que el generador pase a través de ella, la batería del MALP que lo carga es absorbida por la criatura, la cual inmediatamente empieza a alimentarse de la energía del mismo Portal. Ante esta situación, Rodney decide colocarse el escudo personal nuevamente, y entra dentro de la entidad. Desde allí, él lanza el generador Naquadah a través del horizonte de eventos, y la criatura lo sigue.
Una vez cerrado el Portal, médicos van en ayuda de McKay, quien queda inconsciente, pero a salvo en el piso, y con su escudo totalmente agotado.

## Artistas invitados
- Paul McGillion como Carson Beckett.
- Craig Veroni como Peter Grodin.
- Christopher Heyerdahl como Halling.
- Reece Thompson como Jinto.
- Casey Dubois como Wex.
- Boyan Vukelic como el Sargento Stackhouse.
- Meghan Black como Martha.